# Ferial Alibali
Ferial Alibali (Lushnje, 1933 - Tirana, 14 de maig de 2011) va ser una actriu albanesa que va representar més d'una cinquantena de papers durant la seva carrera.

## Biografia
Va néixer a Lushnje, Albània el 1933. Va començar la seva carrera d'actriu el 1952 al Teatre Professional de Korçë. Un any després, el 1953, va començar a interpretar els seus primers papers al Teatre Nacional de Tirana (Teatri Kombëtar). El 1975, el seu marit va ser arrestat pel règim comunista i se li va prohibir participar en la vida artística. Posteriorment va ser rehabilitada i el president Bamir Topi li va atorgar diverses medalles a la seva carrera professional. Va morir el 14 de maig de 2011, als 78 anys, a Tirana.